# Modello decisionale di Vroom-Yetton
Il modello decisionale di Vroom-Yetton è una teoria di leadership situazionale della psicologia industriale ed organizzativa, sviluppata da Victor Vroom, in collaborazione con Phillip Yetton (1973) e successivamente con Arthur Jago (1988). La teoria situazionale afferma che il miglior stile di leadership è contingente alla situazione. Questo modello suggerisce la selezione di uno stile di leadership per il decision making di gruppo.

Stili di leader

Il Modello di Normativa Decisonale Vroom-Yetton-Jago identifica cinque diversi stili (dall'autocratico al consultativo alle decisioni group-based) sulla situazione e sul livello di coinvolgimento.
Autocratico 1 (Autocratic Type 1, AI)il leader prende la propria decisione utilizzando le informazioni immediatamente accessibili a lui in quel momento. Questo tipo è completamente autocratico.
Autocratico 2 (Autocratic Type 2, AII)il leader raccoglie le informazioni necessarie dai colleghi, poi prende la decisione autonomamente. Il problema o la decisione potrebbe o non potrebbe essere stata riferita ai membri del gruppo. In questo caso, il coinvolgimento dei membri è esclusivamente quello di fornire informazioni.
Consultativo 1 (Consultative Type 1, CI)il leader condivide il problema con i membri rilevanti come gruppo e ascolta le loro idee e i suggerimenti, poi prende la decisione autonomamente. I membri non si incontrano contemporaneamente e la decisione finale potrebbe o non potrebbe riflettere la loro influenza. In questo caso, il coinvolgimento dei membri è quello di fornire alternative individualmente.
Consultativo 2 (Consultative Type 2, CII)il leader condivide il problema ai membri del gruppo rilevanti e ascolta le loro idee ed i suggerimenti, poi prende la decisione autonomamente. In questo caso, i membri si incontrano, e attraverso le discussioni accettano le alternative degli altri. Anche in questo caso, la decisione del leader potrebbe non riflettere quella degli altri membri. Il livello di coinvolgimento è quello di aiutare come un gruppo nel processo decisionale.
Gruppo 2 (Group-based Type 2, GII)il gruppo discute il problema e la situazione con i membri del gruppo e successivamente ascolta le loro idee e suggerimenti tramite brainstorming. Il leader accetta ogni decisione e cerca di non imporsi sopra gli altri. La decisione viene presa in base alla scelta finale del gruppo.
Vroom & Yetton formulano inoltre sette domande sulla qualità della decisione, sul commitment, sull'accettazione della decisione, con la quale i leader possono determinare il livello del coinvolgimento nella decisione. Le risposte delle seguenti domande devono essere 'sì' o 'no' in base allo scenario analizzato.
1. Esistono dei requisiti di qualità? La natura della soluzione è critica? Esistono basi tecniche o razionali per selezionare la migliore delle possibili soluzioni?
2. Sono in possesso di informazioni a sufficienza per prendere una decisione valida al problema?
3. Il problema è ben strutturato? Esistono sono metodi di valutazione alternativi per la sua valutazione?
4. L'accettazione della decisione dai subordinati è critica ai fini della sua implementazione?
5. Se stessi prendendo la decisione autonomamente, sono sicuro che sarebbe accettata dai miei subordinati?
6. I subordinati condividono gli obiettivi dell'organizzazione nella soluzione del problema?
7. È probabile che si verifichi un conflitto tra i subordinati nell'ottenimento della soluzione desiderata?

In base alle risposte date si può identificare lo stile di leader dal grafico a destra.